# Macrodasys meristocytalis
Macrodasys meristocytalis är en djurart som tillhör fylumet bukhårsdjur, och som beskrevs av Evans 1994. Macrodasys meristocytalis ingår i släktet Macrodasys och familjen Macrodasyidae. Inga underarter finns listade i Catalogue of Life.